# 拉氏歌百灵
拉氏歌百灵（学名：Heteromirafra ruddi），是百灵科的一种，为南非的特有种。全球活动范围约为21,900平方千米。该物种的保护状况被评为易危。
拉氏歌百灵的平均体重约为26.3克。栖息地为亚热带或热带的高海拔草原。